# St. Andreas (Pürkwang)

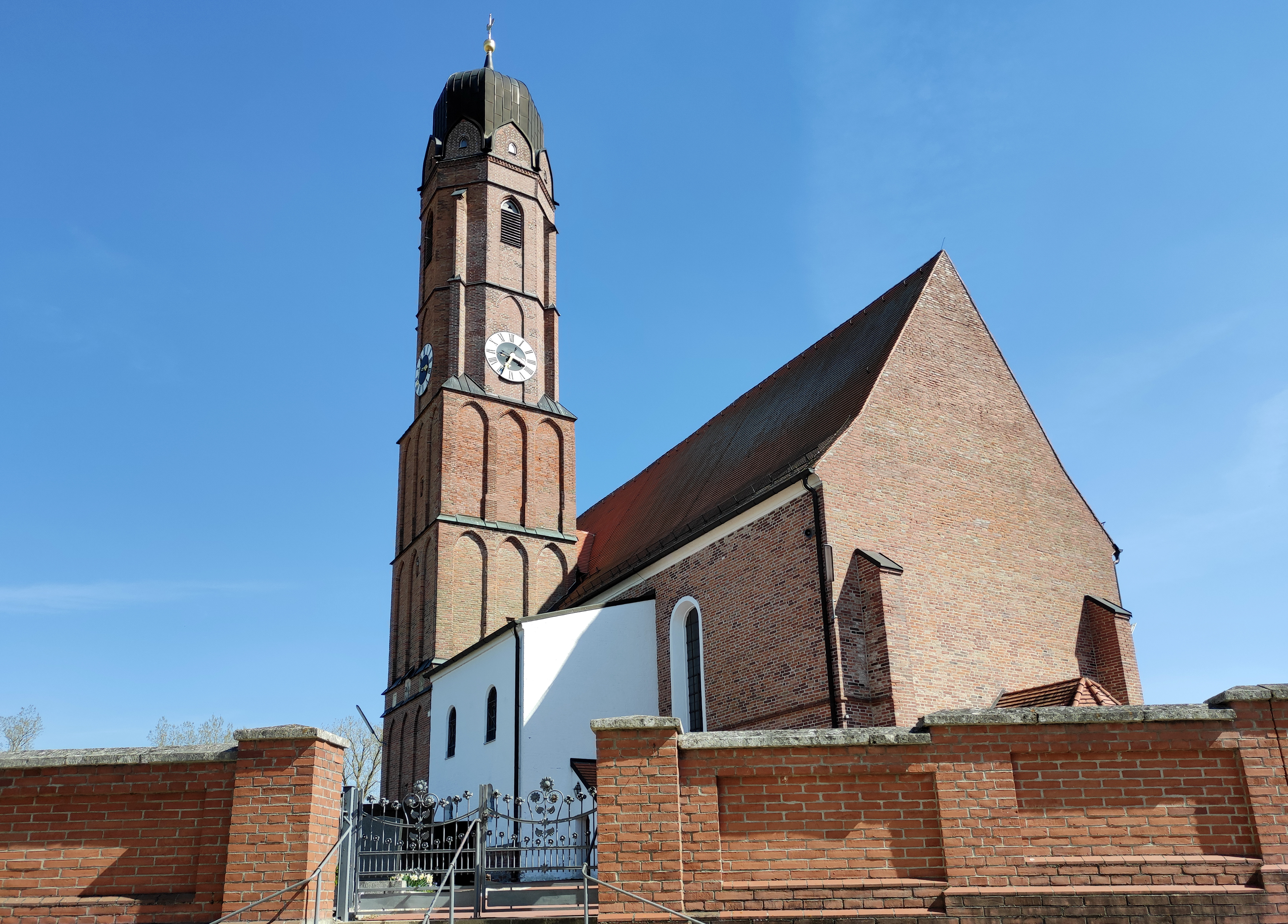
Pfarrkirche St. Andreas

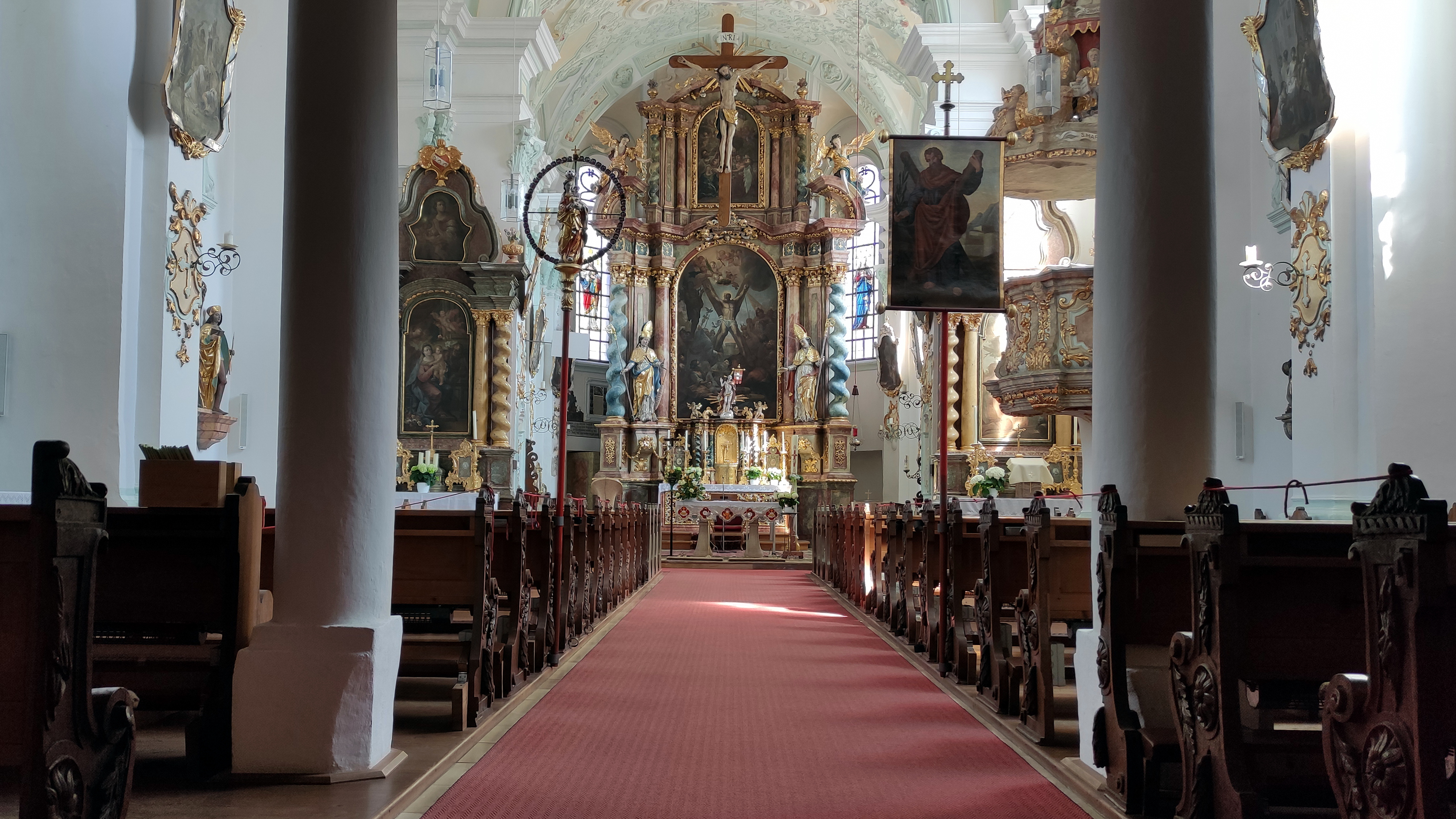
Innenraum

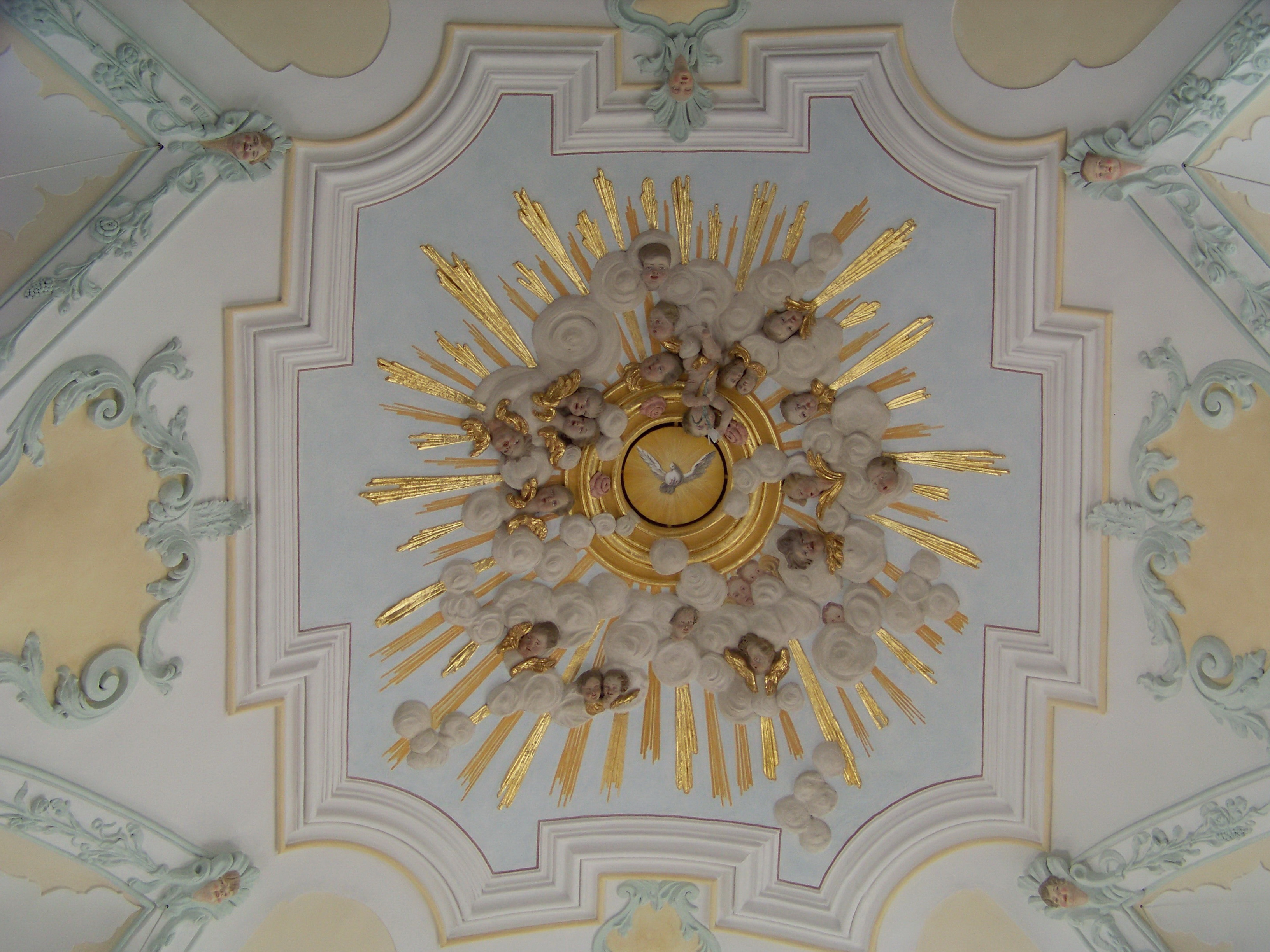
Stuckierung im Schiff

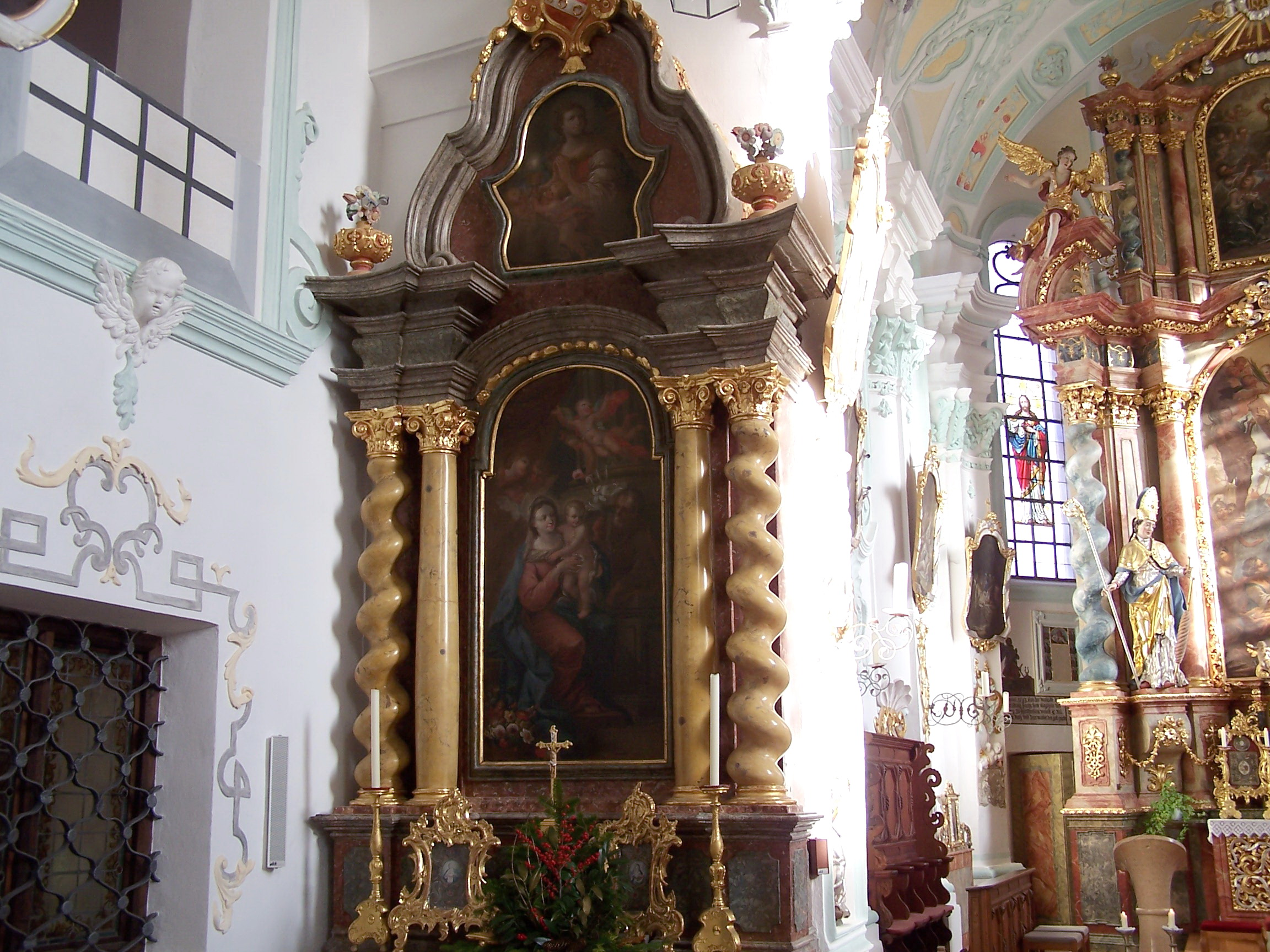
Nördlicher Seitenaltar

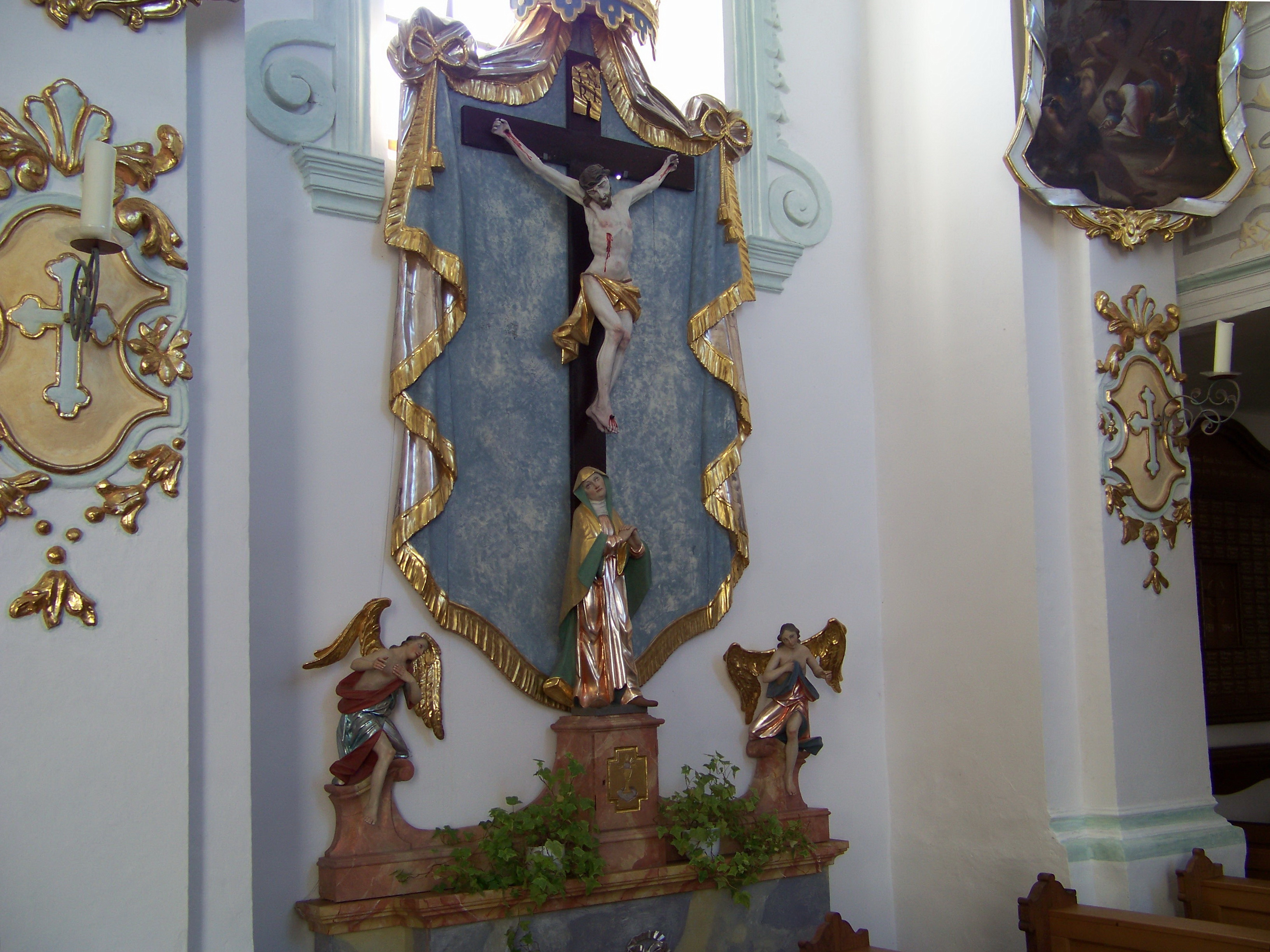
Kreuzaltar

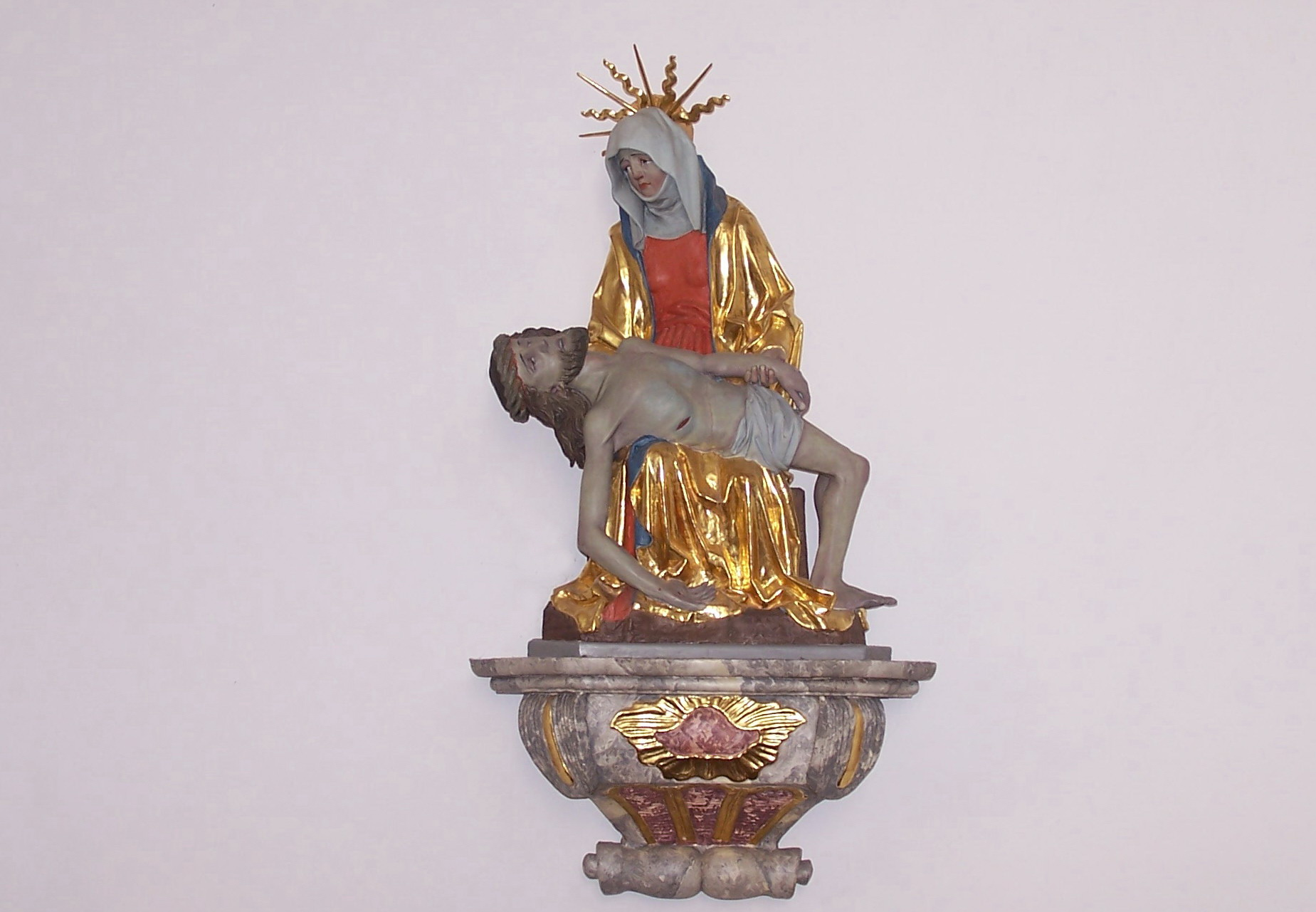
Vesperbild

Die römisch-katholische Pfarrkirche St. Andreas ist eine Saalkirche im Ortsteil Pürkwang von Wildenberg im niederbayerischen Landkreis Kelheim. Die Pfarrei St. Andreas in Pürkwang gehört zum Dekanat Abensberg–Mainburg des Bistums Regensburg. Seit 2012 besteht eine Pfarreiengemeinschaft mit der Pfarrei St. Elisabeth in Kirchdorf.

## Geschichte und Architektur
Die Kirche wurde seit etwa 1462 durch den Ritter Hans Ebran von Wildenberg erbaut, der als Standort der Kirche die seinem Schloss Wildenberg gegenüberliegende Anhöhe wählte. Im Jahr 1487 war zumindest der Chor fertiggestellt und der Choraltar wurde gestiftet. Eine durchgreifende Erneuerung des Innern erfolgte in den Jahren 1723 und danach gemäß einem Plan vom Baumeister und Stuckateur Joseph Bader dem Älteren, ausgeführt von seinem Sohn Martin. Dabei wurde das Südportal vermauert und stattdessen der Westeingang mit Vorhalle angelegt.

### Äußeres
Die Kirche ist ein stattlicher, spätgotischer Backsteinbau in den Formen der Landshuter Schule. Der Chor ist leicht eingezogen und dreiseitig geschlossen. Er ist von Strebepfeilern umgeben, deren zweites Geschoss mit kantigen Vorlagen ausgebildet ist. Ein Dachfries und ein einfacher Sohlbankstreifen, der sich auch um das Schiff fortsetzt, gliedern das Bauwerk. Die Fenster wurden bei der Barockisierung rundbogig verändert und tiefer gesetzt. Der nördlich am Chor stehende stattliche Turm war einst mit einem Spitzhelm abgeschlossen. Über drei Geschossen mit einheitlicher Spitzbogenblendengliederung erhebt sich ein hoher Oktogonaufbau, der durch Eckstreben übergeleitet wird. Aus der Zeit des Jugendstils stammen der Zinnenkranz und die Haube.

### Inneres
Innen wurden bei der durchgreifenden Barockisierung die Netzrippen der Gewölbe abgeschlagen. Die im Chor schwachen, im Schiff kräftigeren Wandpfeiler wurden mit Pilastern mit Stuckkapitellen und hohen Gebälkstücken ummantelt. Die letzteren wurden im Chor besonders reich ausgebildet und mit balusterartigen Schwellungen versehen. Der eingezogene Chorbogen wurde rundbogig verändert. Die reichen Stuckdekorationen verdichten sich im Chor. An den Gewölben wurden Rahmenfelder angebracht, die in ein Rankenwerk mit Muschelmotiven, Puttenköpfen, Blüten und Weiterem ornamental eingebunden wurden. Das Mittelfeld im Schiff ist mit einem stuckierten Wolken- und Strahlenkranz mit Putten gefüllt; das östliche Feld wie auch das Hauptfeld wurden 1888 ausgemalt. An den geschweiften Brüstungen der doppelten Westempore sind dichte symmetrische Bandelwerkdekorationen angebracht, die wohl erst um 1735 geschaffen wurden.

## Ausstattung
Der Hochaltar von 1724 ist ein künstlerisch wertvolles Werk des in der Region häufig beauftragten Schreiners Anton Schnidtmann aus Neustadt. Die Schnitzfiguren wurden von Anton Neu aus Landshut geliefert. Die Gemälde wurden von Johann Gebhard aus Prüfening geschaffen und zeigen die Kreuzigung des heiligen Andreas und die Verehrung der heiligen Eucharistie im Altarauszug. Die stattliche Altaranlage wurde erst 1752 von Ignaz Kauffmann aus Teisbach gefasst und ist mit vergoldeten Akanthus-, Band- und Blütenornamenten versehen. Über den gedrehten, hellblauen Außensäulen sind Giebelteile angeordnet, auf denen bewegte Engelsfiguren sitzen. Der Aufbau des Hauptgeschosses wiederholt sich im Auszug. Seitlich stehen Figuren der Heiligen Erasmus und Valentin.
Die Frontseitenaltäre stammen aus den Jahren um 1730 und bestehen aus Stuckmarmor mit Gemälden von Johann Gebhard. Am linken Altar ist die Heilige Familie dargestellt, rechts der heilige Sebastian. Zwei weitere Altäre sind westlich davon im Schiff aufgestellt. Der Kreuzaltar von 1790 im Zopfstil ist mit Figuren von Johann Gallus Weber aus Abenberg ausgestattet. Der Donatusaltar von 1794 zeigt verspätete Rokokoformen mit Bildschnitzereien von Franz Xaver Ziegler aus Kelheim.
Die Kanzel ist eine originelle rustikale Stuckarbeit aus den Jahren um 1730 mit kräftig ornamentiertem Aufgang und Korb. Der Schalldeckel ist als Volutenbaldachin ausgeführt und wird durch eine Wolkensäule mit den Figuren zweier Evangelisten und Putten zwischen den Volutenbügeln bekrönt.
Mehrere Schnitzfiguren sind weiter zu erwähnen. Im Schiff findet sich eine Maria mit dem Kind aus der Zeit um 1480. In zwei Nischen am Chorbogen stehen Figuren der heiligen Barbara aus der Zeit um 1620 und von Johannes aus der Mitte des 16. Jahrhunderts. Im Chor ist der heilige Andreas am Kreuz aus der Zeit um 1680 und im Schiff ein Vesperbild aus dem 16. Jahrhundert zu finden. Ebenfalls im Schiff ist der heilige Johannes Nepomuk aus der Mitte des 18. Jahrhunderts dargestellt.
Die Kreuzwegstationen werden von einem großformatigen Gemäldezyklus von Franz Kauffmann aus dem Jahr 1765 gebildet.
Die Orgel ist ein Werk von G. F. Steinmeyer & Co. aus dem Jahr 1896 mit 13 Registern auf zwei Manualen und Pedal.